# Betäubungsmittel-Binnenhandelsverordnung
Die Betäubungsmittel-Binnenhandelsverordnung gemäß dem deutschen Betäubungsmittelgesetz (BtMG) regelt die Abgabe und den Erwerb der in Anlage II und III des BtMG aufgeführten Substanzen (Betäubungsmittel) unter den berechtigten Teilnehmern des Betäubungsmittelverkehrs (z. B. Arzneimittelhersteller, Arzneimittelgroßhandel, Apotheken usw.).